# Thomas Carew
Thomas Carew (1595—22. marts 1640) var en engelsk lyrisk digter.
Carew studerede i Oxford; efter nogle års omflakken knyttedes han til det engelske gesandtskab først i Venedig, senere i Turin og Paris. Han stod Karl I's hof nær og hørte til den kreds af unge skønånder, der samlede sig om Ben Jonson. Hans poesi består væsentlig af lejligheds- og kærlighedsdigte og sonetter til Celia; de er stærkt påvirkede af John Donne, over hvem han skrev en elegi. Han har også skrevet et maskespil: Coëlum Britannicum (1634). Hans digte, Poems, udkom året efter hans død og er senere udgivet af Hazlitt: Collected Works (1870).